# Lyddastrombus hargreavesi
Lyddastrombus hargreavesi är en insektsart som först beskrevs av Frederick Arthur Godfrey Muir 1926.  Lyddastrombus hargreavesi ingår i släktet Lyddastrombus och familjen Derbidae. Inga underarter finns listade i Catalogue of Life.